# Asiimwe Deborah GKashugi
Asiimwe Deborah GKashugi là nhà viết kịch, nhà biểu diễn và nhà sản xuất Ugandan từng đoạt giải thưởng, hiện đang là Chuyên gia cho Viện Sundance Đông Phi và đóng vai trò cố vấn cho trường Do Thái ở Hamburg, Đức. Những vở kịch gần đây của cô bao gồm Forgotten World, Cooking Oil, Appointment with gOD và Un-entitled, tất cả đã được nhận hoặc là sản phẩm kịch hoàn chỉnh hoặc đọc trước sân khấu tại Hoa Kỳ và Đông Phi. Vở kịch của cô Will Smith Look Alike đã giành được cuộc thi viết kịch bản của BBC 2010 tại Châu Phi. Cô là người nhận học bổng xuất sắc năm 2006 bằng văn bản về Viết để trình diễn từ Học viện Nghệ thuật California, nơi cô tốt nghiệp bằng Thạc sĩ Mỹ thuật (MFA) năm 2009 và Nhóm Tương tác Thế hệ Mới của Nhà hát 2010 (TCG) 2010 với tài trợ cấp cho để làm việc với Chương trình Nhà hát Viện Sundance.

## Cuộc sống và giáo dục ban đầu
Deborah đã học tại trường tiểu học Kashwa, ở quận Kiruhura ngày nay. Cô học trung học tại Trường Nữ sinh Bweranyangi, trước khi gia nhập Đại học Makerere, nơi cô đã có bằng tốt nghiệp về Âm nhạc, Khiêu vũ và Kịch. Cô trở lại Đại học Makerere và nhận bằng Cử nhân về Kịch nghệ (Honours), 2003-2006. Cô đã nhận được học bổng và đã lấy bằng Thạc sĩ Mỹ thuật (MFA) về Viết để trình diễn tại Học viện Nghệ thuật California.

## Viết văn
Sự quan tâm của Deborah trong cách kể chuyện và biểu diễn bắt đầu từ thời thơ ấu của cô. Cô được nuôi dưỡng trong một tài liệu văn học và văn hóa kể chuyện, nơi văn hóa dân gian được truyền từ thế hệ này sang thế hệ khác, bằng lời nói. Phần lớn công việc của cô khám phá các vấn đề chính trị xã hội ảnh hưởng đến các nước đang phát triển. Cô viết cho sân khấu, đôi khi cho đài phát thanh và màn hình. Công việc của cô đã được thực hiện ở Nairobi, Kenya, Kisumu, Kenya và Kigali, Rwanda. Vào năm 2010, cô là người nhận được tài trợ cho Nhà lãnh đạo tương lai mới của Nhóm Truyền thông Nhà hát (TCG) để làm việc với Chương trình Nhà hát Viện Sundance